# Hampstead (Camden)
Hampstead és un barri de Londres, a Anglaterra, situat al nord-oest de Charing Cross. És a l'Inner London i forma part del districte de Camden. És conegut per les associacions de caràcter intel·lectual, liberal, artístic, musical i literari i per l'extens parc de Hampstead Heath. En aquest barri també hi ha algunes de les residències més cares de tot Londres.

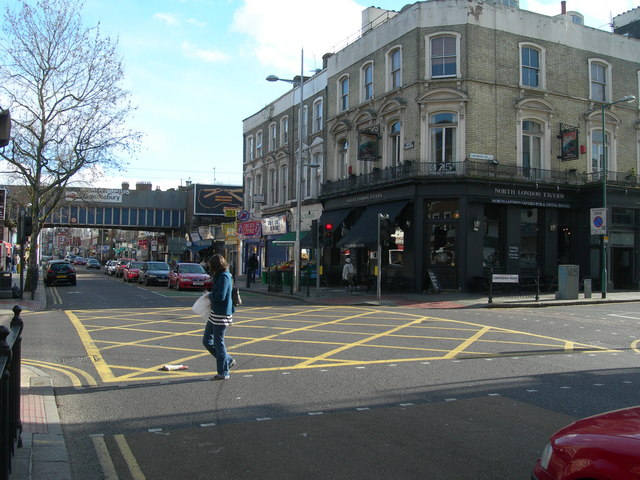
Kilburn High Road

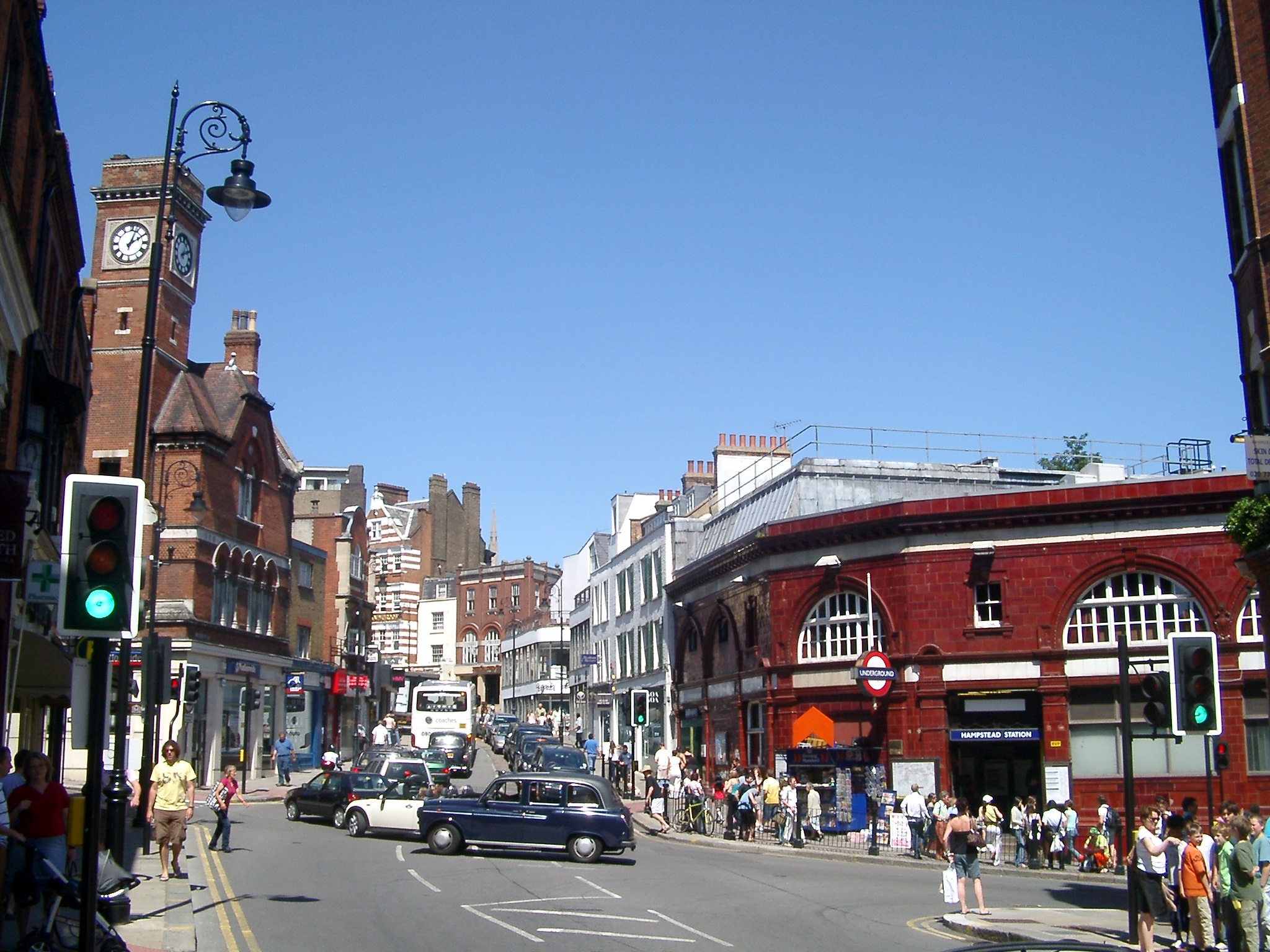
Parada de metro (underground) de Hampstead

## Situació i accés
Hampstead està situat uns 6 km al nord-oest de Trafalgar Square.
La parada del London Overground més pròxima és la de Hampstead Heath per a la part oest de Hampstead. La parada Finchley Road & Frognal és més cèntrica.

## Origen del nom
El nom de Hamstead ve de l'anglès antic hamstede, que significa propietat o solar.

## Història

### Fins a l'any 1900
Encara que molts arxius antics esmenten Hampstead, com un estudi de 986 a. JC, subvencionada pel rei d'Anglaterra Etelred l'Indecís per al monestir de St Peter's a Westminster, la història de Hampstead només és seguida a partir del segle XVII.
Hampstead ha estat reconegut al segle XVIII per la bondat de les seves aigües que va fer d'aquest barri un lloc de moda, però la seva popularitat va baixar els anys 1800 en benefici d'altres fonts termals londinenques. El centre termal va ser enderrocat l'any 1882, només ha estat salvaguardada una font.
Després de l'obertura als anys 1860, dels ferrocarrils del Nord de Londres (actual Overground, metro que envolta el centre de Londres), el barri de Hampstead va començar a desenvolupar-se i es va començar a estendre's amb l'obertura, l'any 1907, de la companyia dels ferrocarrils de Charing Cross, Euston i Hampstead (Charing Cross, Euston & Hampstead Railway) les vies dels quals formen part avui de la Northern Line del metro londinenc. Aquestes noves línies van permetre trajectes ràpids entre Hampstead i el centre de Londres.
Entre 1870 i 1900 es van construir luxoses residències, la majoria de les quals són encara existents.

### Segle XX
Barri en ple auge al final del segle XIX, una part de Hampstead – 98 hectàrees de terrenys comprats a Eton College, situats a 2 km al nord del barri – és condicionada a partir de 1907 com a « suburbi-jardí » (batejat Hampstead Garden Suburb) pels arquitectes Raymond Unwin i Barry Parker, els mateixos que havien creat la primera Ciutat jardí de Letchworth dos anys abans, sota la influència de la un dels fundadors del moviment de les ciutats-jardins (Garden City Movement), Ebenezer Howard.

En l'origen d'aquesta « ciutat-jardí », hi ha una dona de temperament, Henrietta Barnett, i una concepció idealitzada d'una ciutat 
| « | per a milers de famílies, de totes les classes socials, d'opinions, de condicions, que conviuen, en el marc agradable d'arbres, de gespa i de jardins | » |

.
Al segle XX s'han construït nombrosos immobles rellevants:
- Estació de Hampstead Tube (1907), l'estació de metro més profunda.
- Isokon building (1932), immoble que va ser habitat per molts personatges famosos, com Agatha Christie;
- Hillfield Court (1932), una famosa residència d'estil art déco.
- 2 Willow Road (1938), edifici construït per l'arquitecte Ernő Goldfinger.
- Swiss Cottage Central Library (1964), biblioteca central del districte de Camden.

A Hampstead hi ha moltes atraccions culturals, com el Museu Freud, a l'antiga casa de Sigmund Freud i de la seva família, i el Camden Arts Centre, centre d'art contemporani que presenta artistes de l'escena internacional.

## Avui
Des del maig del 2015, el barri és representat al consell de Camden pels consellers del Partit Conservador Tom Currie, Oliver Cooper i Stephen Stark.